# Tianjin Junlin Tianxia Building
Le Tianjin Junlin Tianxia Building (君臨大廈/天津泰瑞國際貿易中心) est un gratte-ciel de 239 mètres de hauteur sur 64 étages situé à Tianjin dans le nord de la Chine. Il a été construit de 2007 à 2010 et abrite des logements et un hôtel.
À son achèvement en 2010, c'était le plus haut immeuble de Tianjin.